# Нерушай (село)
Неруша́й — село Татарбунарської міської громади,  у Білгород-Дністровському районі Одеської області. Населення становить 1993 осіб.

## Історія
На околицях села було знайдено поселення епохи міді (усатівська культура ІІІ тис. до н.е.) та епохи бронзи ІІ тис. до н.е.
Населений пункт відомий з першої половини ХVІІІ ст. На карті 1738 року воно значилося під назвою Нерошан, в якому мешкали татари Буджацької (Белгородської) орди. Назва, напевно, походить від тюркської складової особистого імені Нарошан (Нарош – Шан). На карті 1783 року назва поселення виглядає вже дещо зміненою – Норошел. Мабуть, воно змінилося під молдовським впливом і було перейменоване на схоже за вимовлянням слово, утворене від молдовського «норок» – щастя, вдача та зменшувального суфіксу – ел. Присутність молдован в цей період підтверджує і назва сусіднього села Галилешти.
У 1822 році в статистичних відомостях зазначається, що село засновано 43-ма родинами румунських селян. Починаючи з першої половини ХІХ століття, на цих територіях з’являються українські поселенці і назва села знову змінюється на українське Нерушай, яке було співзвучне молдовській назві поселення.

## Населення
Згідно з переписом УРСР 1989 року чисельність наявного населення села становила 2162 особи, з яких 975 чоловіків та 1187 жінок.
За переписом населення України 2001 року в селі мешкала 1931 особа.

### Мова
Розподіл населення за рідною мовою за даними перепису 2001 року:
| Мова       | Відсоток |
| ---------- | -------- |
| українська | 94,33 %  |
| російська  | 2,86 %   |
| молдовська | 2,01 %   |
| болгарська | 0,40 %   |
| гагаузька  | 0,05 %   |
| інші       | 0,35 %   |

## Відомі особистості
В поселенні народився:
- Мунтян Володимир Олексійович (* 1958) — український науковець.

## Галерея

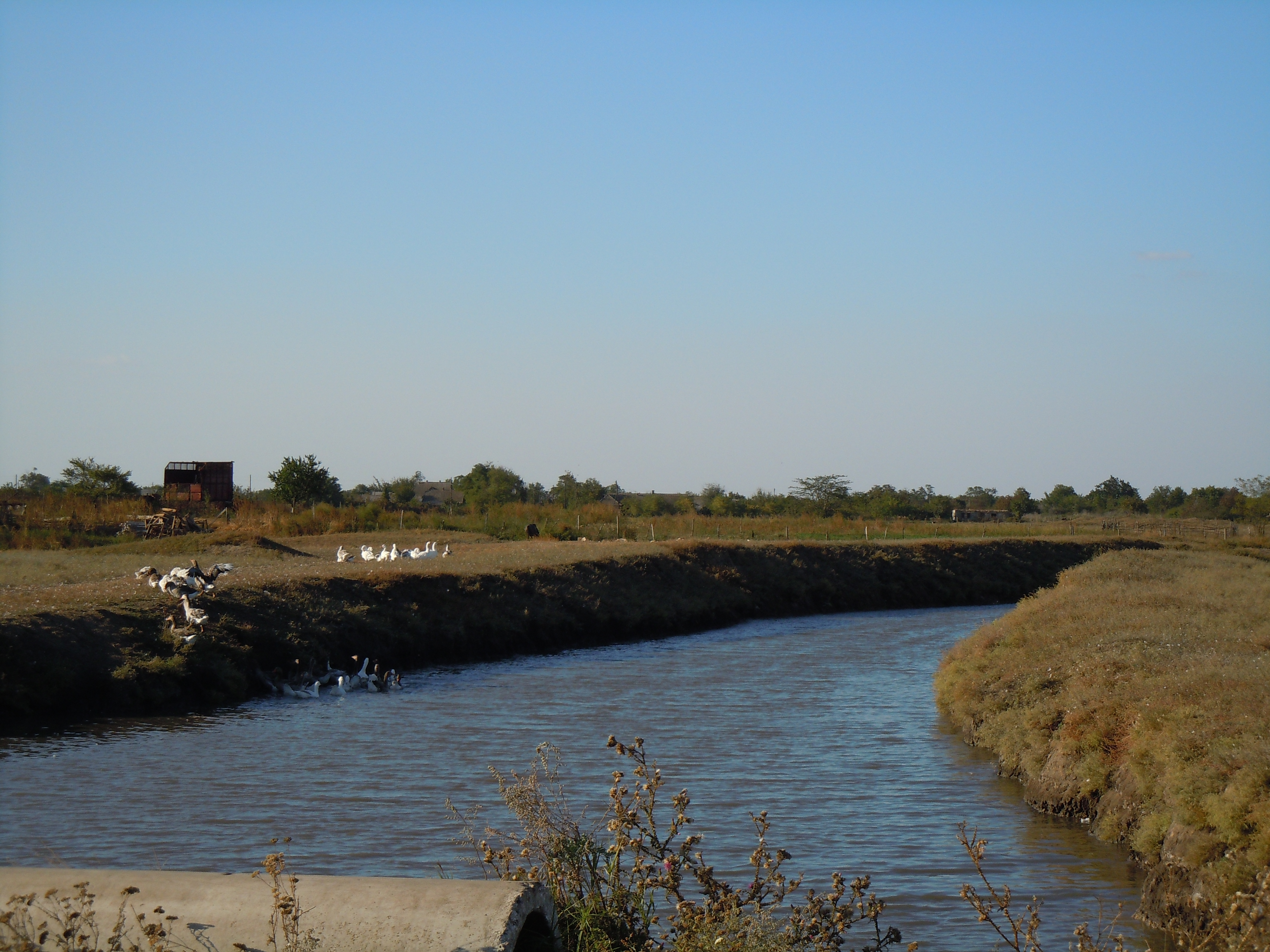
Річка Нерушай, від якої походить назва села
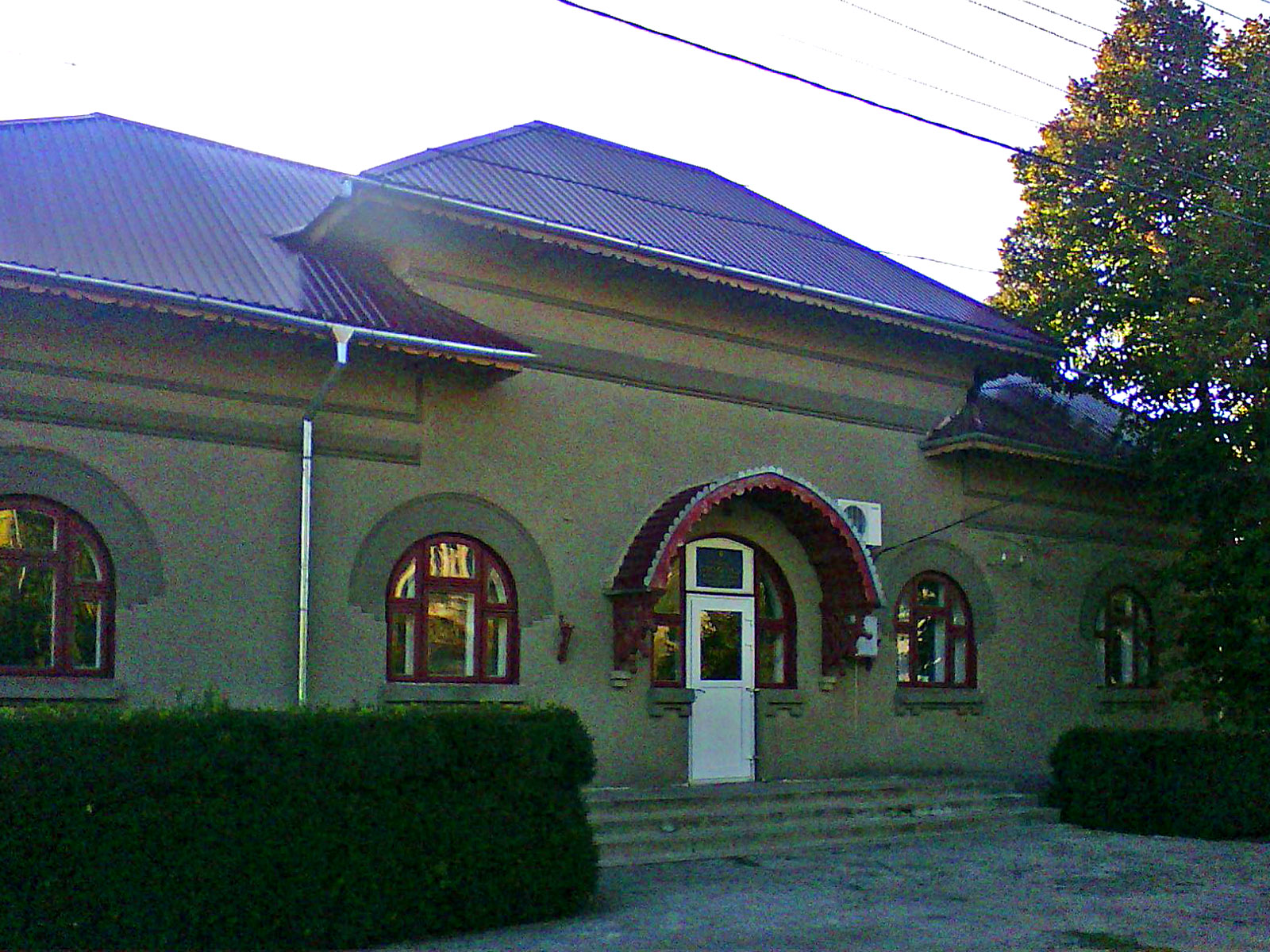
Сільська рада
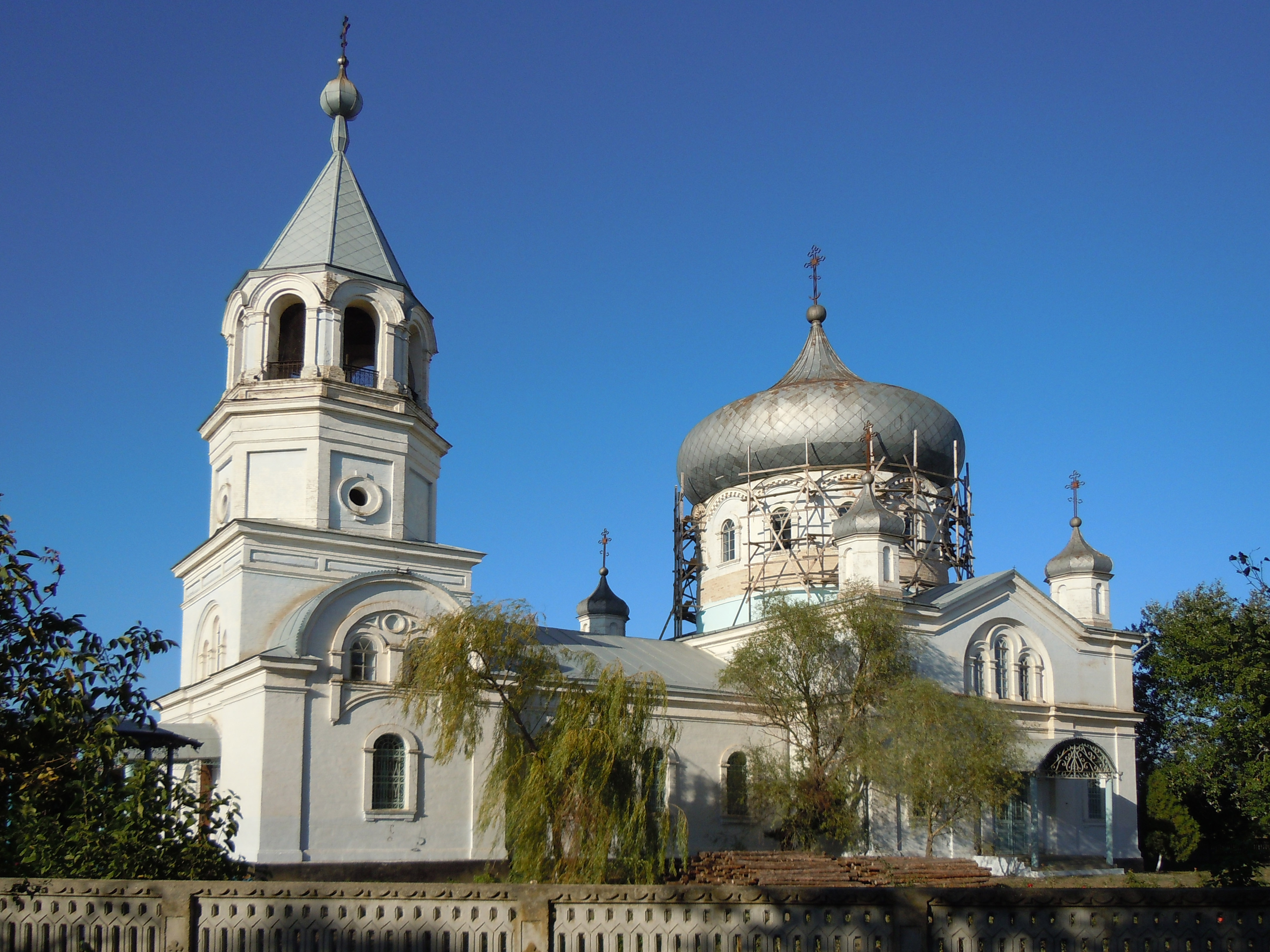
Храм Іоана Богослова
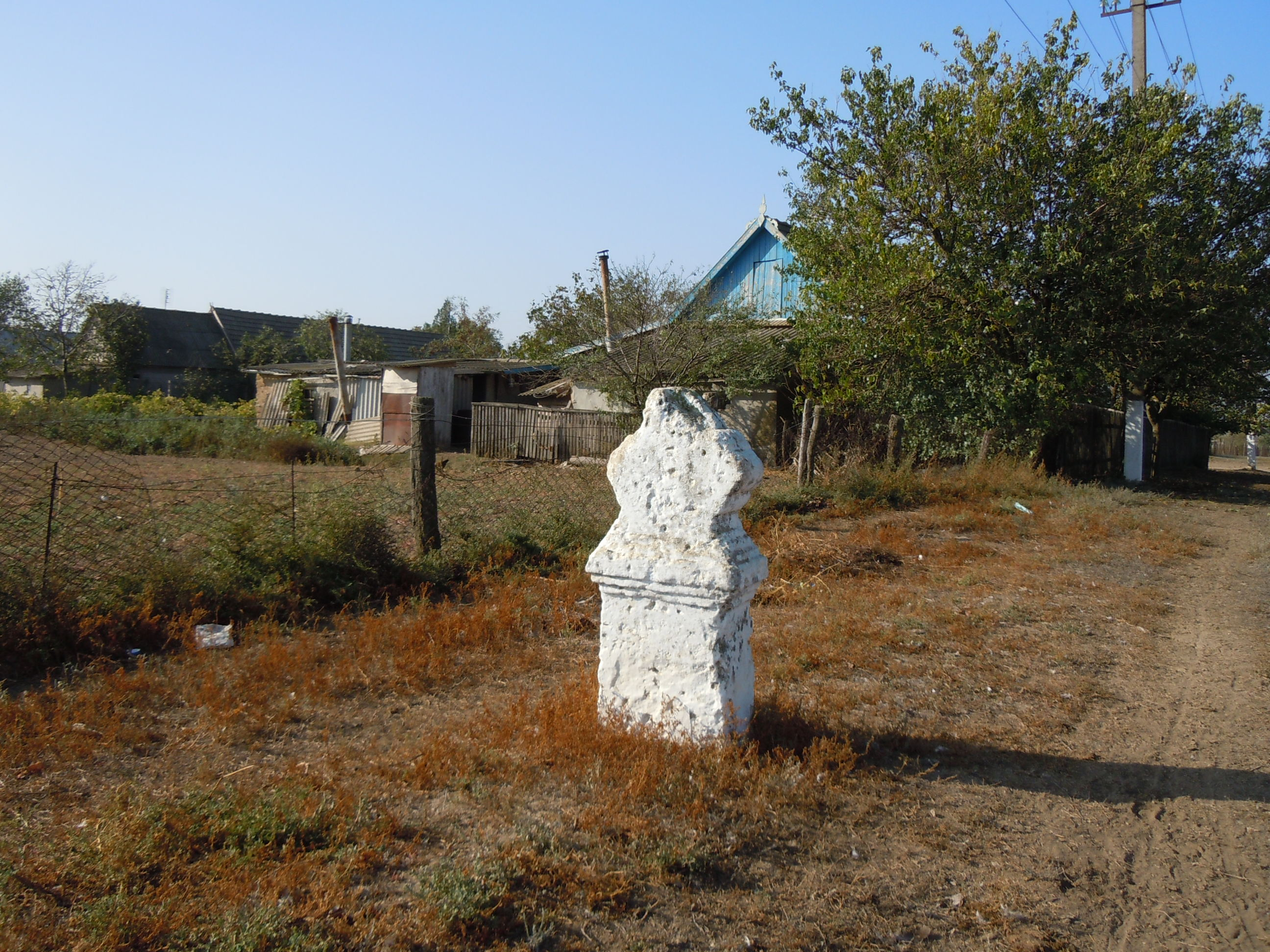
Могила в центрі села
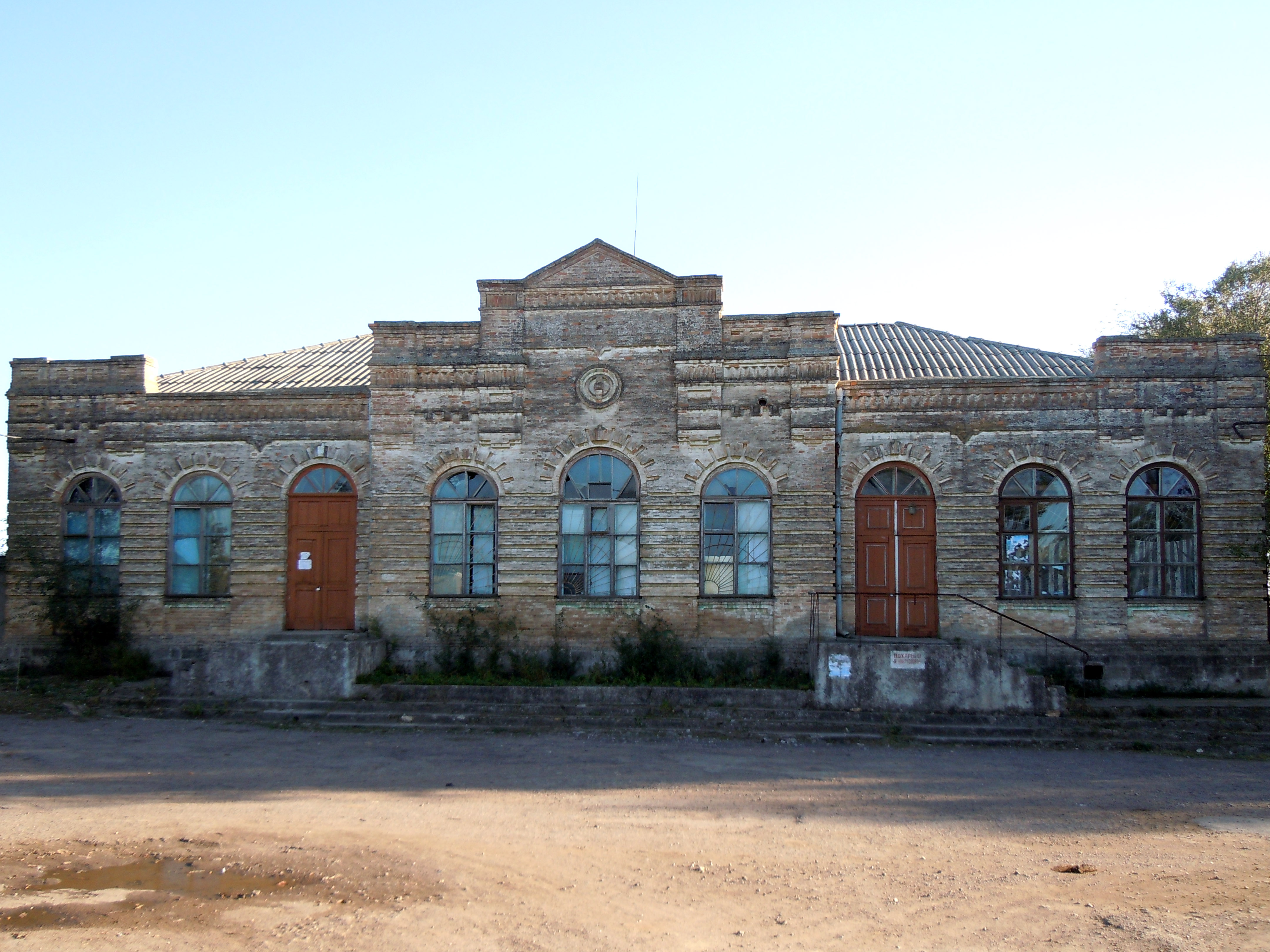
будівля колишнього Земельного Банку
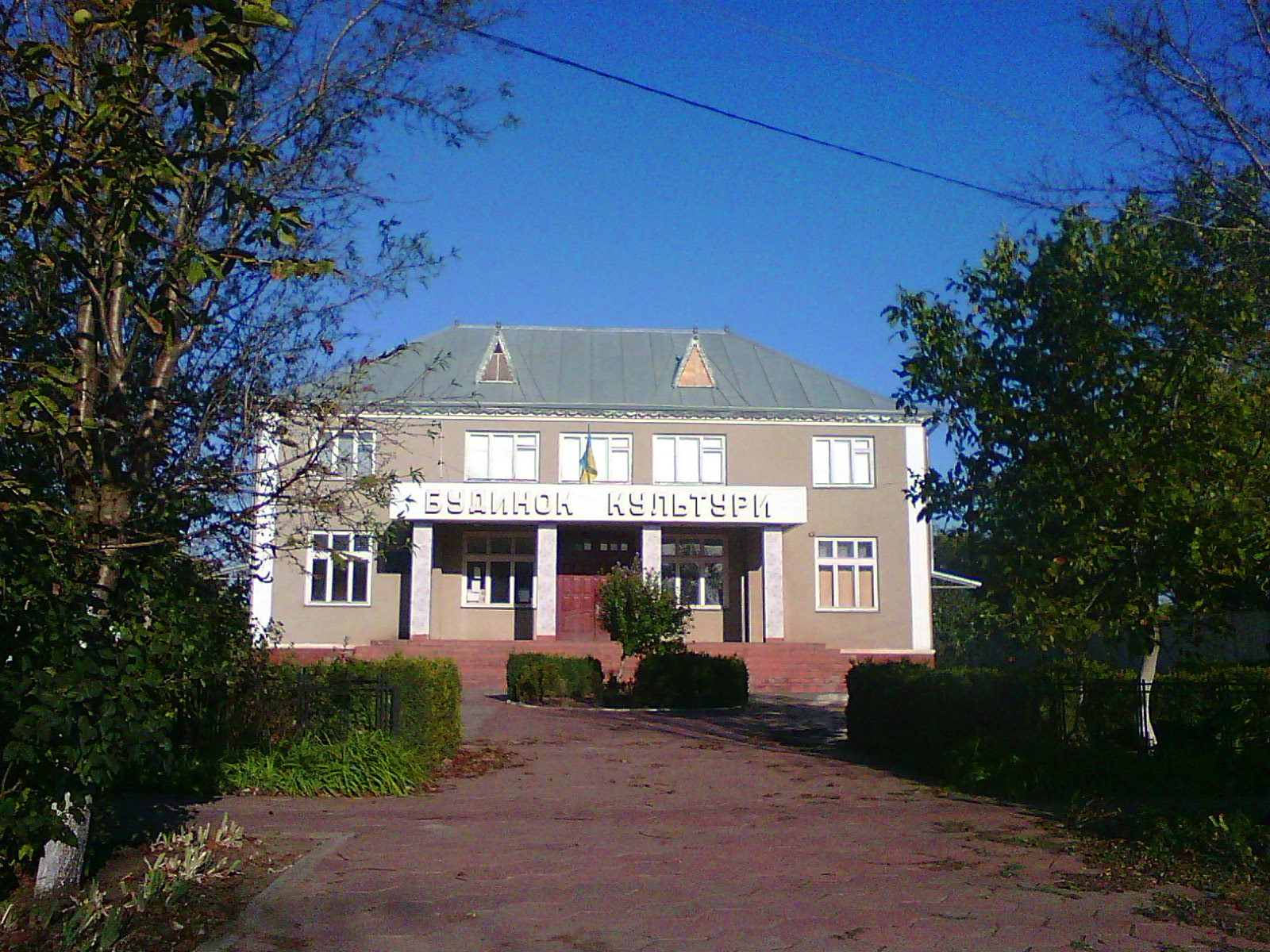
Будинок культури
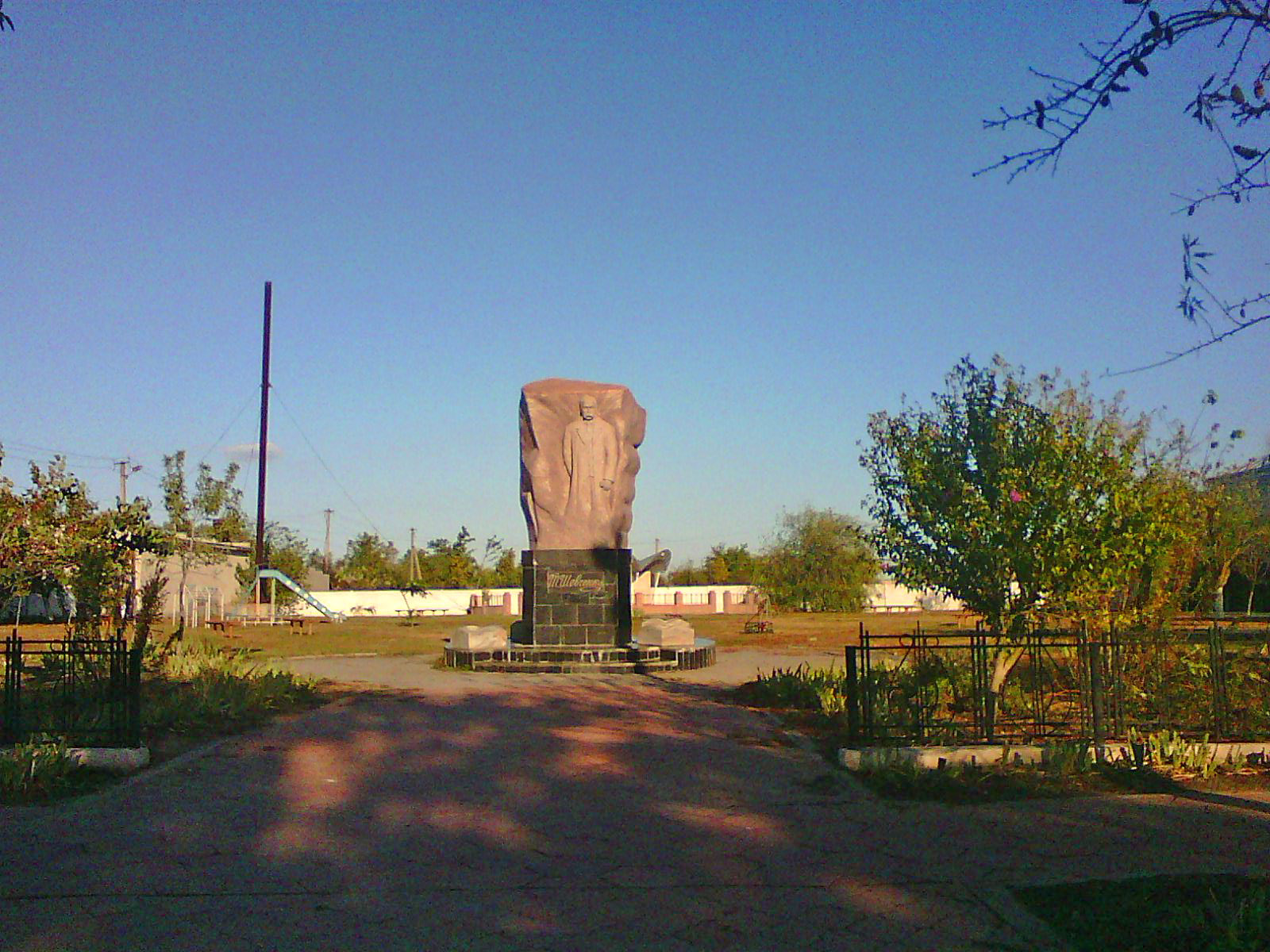
Пам'ятник Шевченкові